# Italia Shooters
Italian Shooters, je kanadski nogometni klub iz grada Thornhilla.
Igra u CSL-u, u "Međunarodnoj diviziji" ("International Division").
Svoje utakmice igra na stadionu "The Soccer Centre".
Klub je talijanske iseljeničke zajednice.

## Vanjske poveznice
- Službene stranice